# Бяхово
Бяхово — деревня в Кореневском районе Курской области. Входит в состав Викторовского сельсовета.

## География
Деревня находится на реке Бляховец, в 6,5 км от российско-украинской границы, в 104 км к юго-западу от Курска, в 15,5 км к югу от районного центра — посёлка городского типа Коренево, в 4,5 км от центра сельсовета — Викторовка.
Климат
Бяхово, как и весь район, расположено в поясе умеренно континентального климата с тёплым летом и относительно тёплой зимой (Dfb в классификации Кёппена).

## История
В августе 2024 года село было оккупировано ВСУ. 12 сентября 2024 года ВС РФ освободили село.

## Население
| 2002 | 2010 |
| ---- | ---- |
| 48   | ↘34  |

## Инфраструктура
Личное подсобное хозяйство. В деревне 45 домов.

## Транспорт
Бяхово находится в 13,5 км от автодороги регионального значения 38К-030 (Рыльск — Коренево — Суджа), в 0,7 км от автодороги 38К-006 (Коренево — Троицкое), на автодороге межмуниципального значения 38Н-154 (38К-006 — Бяхово), в 7 км от ближайшего ж/д остановочного пункта 344 км (линия 322 км — Льгов I).
В 138 км от аэропорта имени В. Г. Шухова (недалеко от Белгорода).